# Großsteingräber bei Wittenburg
Die Großsteingräber bei Wittenburg waren zwei megalithische Grabanlagen der jungsteinzeitlichen Trichterbecherkultur bei Wittenburg im Landkreis Ludwigslust-Parchim (Mecklenburg-Vorpommern). Sie wurden im 19. und frühen 20. Jahrhundert zerstört. Johann Ritter untersuchte eines der Gräber 1840. Das zweite Grab wurde um 1906 von Steinschlägern entdeckt und zerstört. Die noch erhaltenen Funde befinden sich heute in der Sammlung des Archäologischen Landesmuseums Mecklenburg-Vorpommern in Schwerin.

## Lage
Grab 1 lag südlich von Wittenburg auf dem Feld nahe dem Waldstück „Die hohen Buchen“. Grab 2 befand sich etwa 2 km nordwestlich in der Nähe der A 24. Nördlich von Wittenburg lagen die Großsteingräber bei Püttelkow, südöstlich das Großsteingrab Bobzin, südlich die Großsteingräber bei Helm, südwestlich die Großsteingräber bei Perdöhl und nordwestlich die Großsteingräber bei Karft.

## Beschreibung

### Grab 1
Grab 1 war ein ost-westlich orientiertes kammerloses Hünenbett mit einer Länge von 28 Fuß (ca. 8,4 m) und einer Breite von 20 Fuß (ca. 6 m). Es besaß bei Ritters Untersuchung noch eine Umfassung aus sehr runden Steinen. Die Hügelschüttung bestand wie der anstehende Boden aus mit Steinen durchsetztem gelbem Sand und war 3,5 Fuß (ca. 1,1 m) hoch erhalten. Die einzigen Funde aus dem Grab waren ein Schmalmeißel und ein Beil aus Feuerstein. Das Beil ist nicht erhalten.

### Grab 2

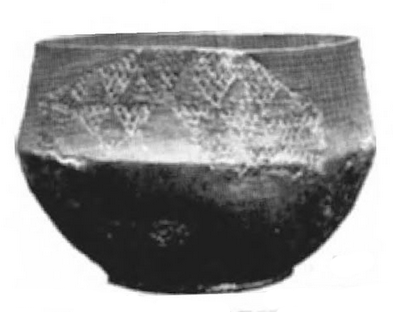
Napf der Kugelamphoren-Kultur aus Grab 2

Über das Aussehen von Grab 2 liegen keine näheren Informationen vor. Bei seiner Zerstörung wurden mehrere Grabbeigaben gefunden. Erhalten sind ein dünnblattiges, trapezförmiges Beil aus Feuerstein sowie ein dunkelbrauner Napf mit V-förmiger Stempelverzierung aus einer Nachbestattung der Kugelamphoren-Kultur. Nicht erhalten sind ein Meißel und die Scherben von zwei vermutlich trichterbecherzeitlichen Keramikgefäßen.